# New Washington (Ohio)
New Washington – wieś w Stanach Zjednoczonych, w stanie Ohio, w hrabstwie Crawford.